# Corée du Sud aux Jeux paralympiques d'été de 2016
La Corée du Sud participe aux Jeux paralympiques d'été de 2016 à Rio de Janeiro. Il s'agit de la treizième participation de ce pays aux Jeux paralympiques d'été.